# Czechowice-Dziedzice

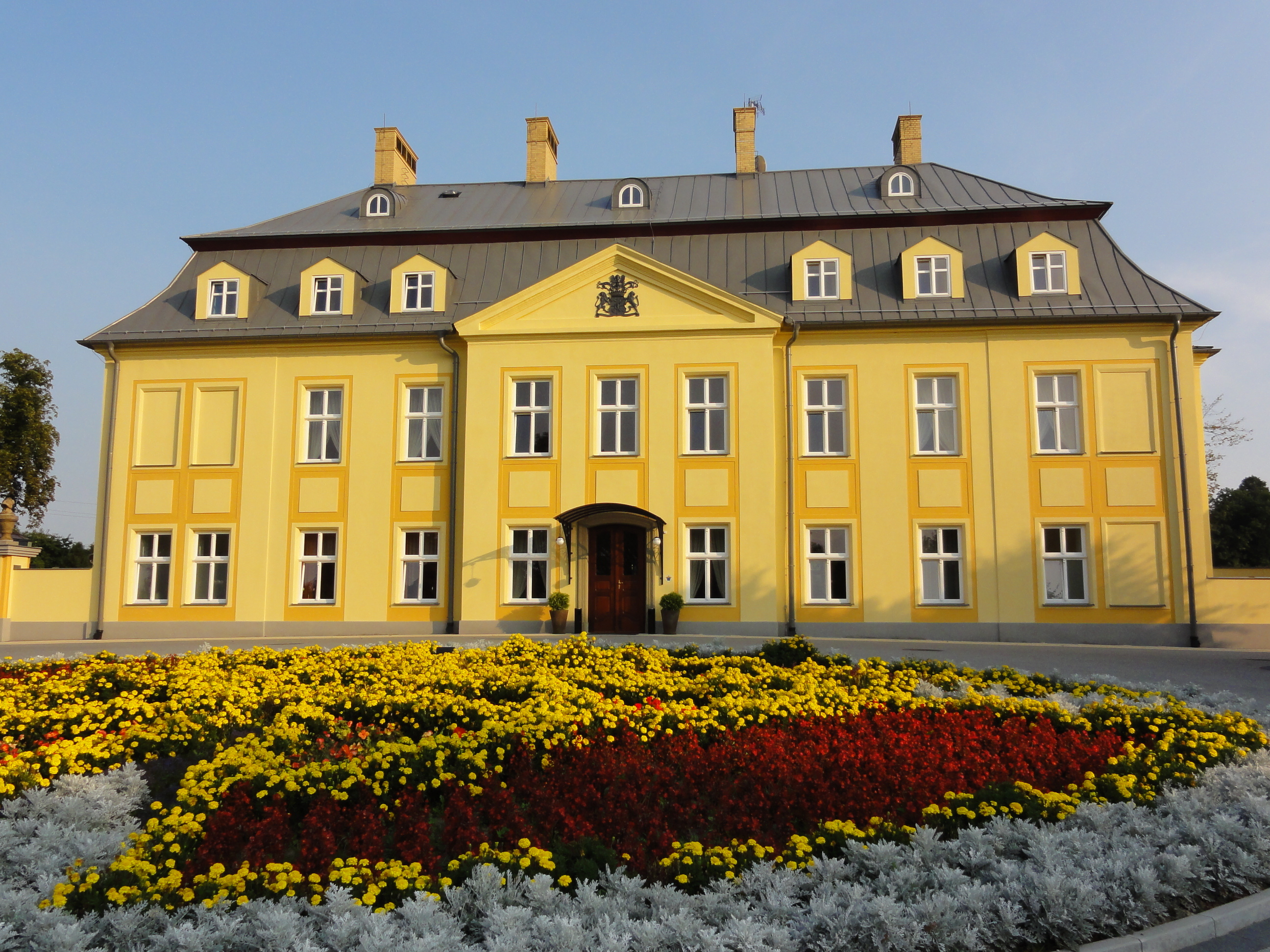
Das Kotuliński-Palais

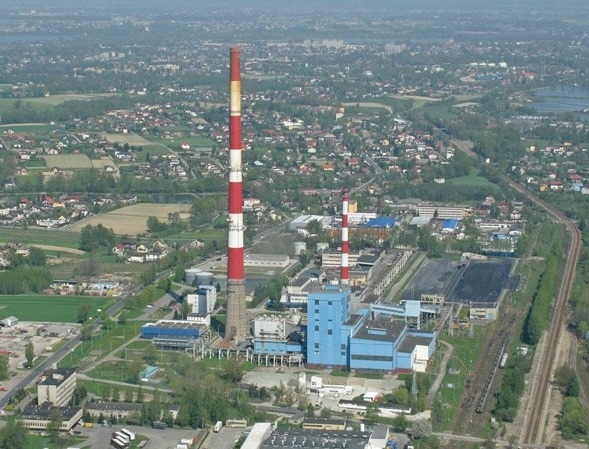
Wärmekraftwerk Czechowice-Dziedzice

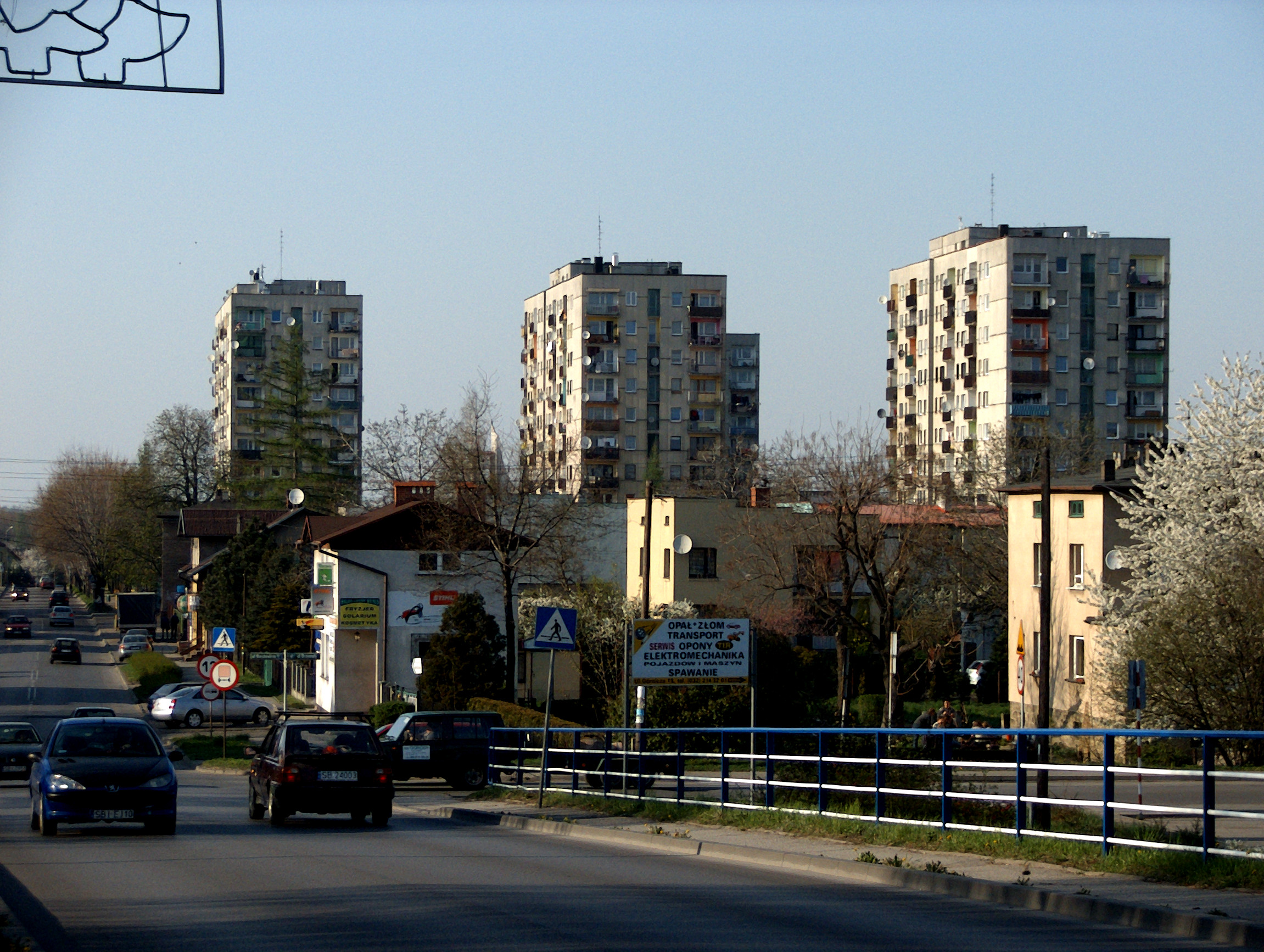
Wohnsiedlung „Manhattan“

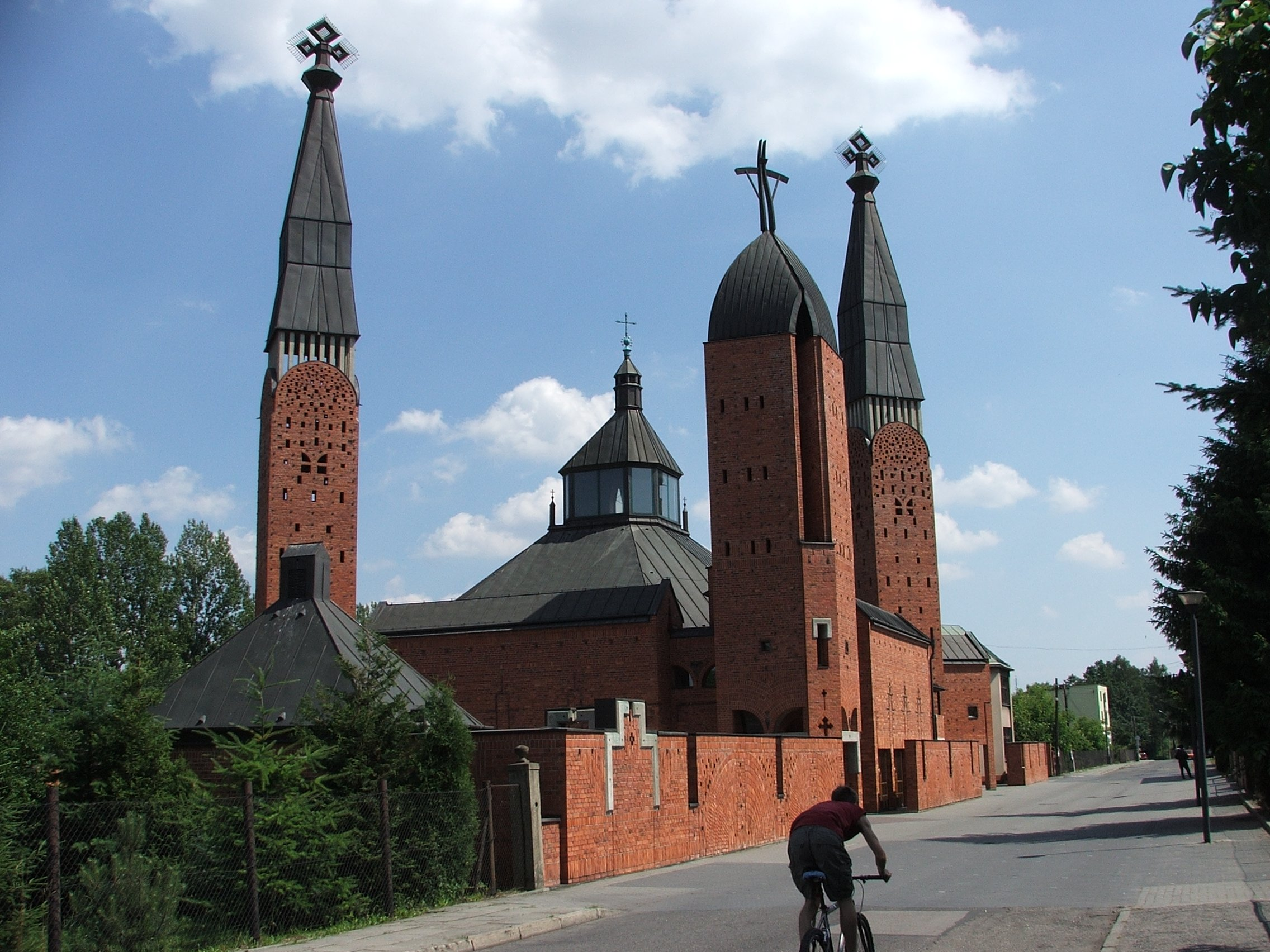
Erlöserkirche von 1998

Czechowice-Dziedzice [ [t͡ʂɛxɔˈvit͡sɛ d͡ʑɛˈd͡ʑit͡sɛ]] (deutsch Czechowitz-Dzieditz, auch Czechowitz-Dziedzitz, 1943–1945 Tschechowitz) ist eine polnische Industriestadt mit 35.000 Einwohnern im Powiat Bielski in der Woiwodschaft Schlesien.

## Geografie
Sie liegt auf halbem Wege, jeweils acht Kilometer zwischen Pszczyna (Pleß) und Bielsko-Biała am rechten Ufer der Weichsel zwischen den Mündungen der Biała (dt. Bialka) und Wapienica (dt. Lobnitz).

## Geschichte

### Vom mittelalterlicher Beginn zur Habsburger Monarchie
Die Stadt liegt im Teschener Schlesien (polnisch Śląsk Cieszyński). Der Ort wurde circa 1305 im Liber fundationis episcopatus Vratislaviensis (Zehntregister des Bistums Breslau) erstmals urkundlich als zwei Siedlungen erwähnt:

„Item in Chothowitz theutonico fertones
Item in Chothowitz polonico decima more polonico, valet I) marcam“

Chotowitz theutonico (Deutsch Chotowice) wurde vermutlich nach Deutschem Recht (iure theuthonico) auf dem Gebiet von Chotowitz polonico (Polnisch Chotowice) gegründet, das wurde früher (es möchte schon hoche Zehnte zahlen) nach älterem traditionellen polnischen Recht (iure polonico) entstanden war. Im Jahre 1404 wurde das Dorf erstmals als Czechowicz[e] (statt Chatowice) erwähnt. Beide Namen sind patronymisch mit typischem patronymischen Wortende -ice. Der erste Name (Chotowice) ist abgeleitet vom Vornamen Chot (≤ Chociemir, Chociesław) und der zweite vom Vornamen Czech (≤ Czesław (Vorname)). Der Grund für die Namensänderung ist nicht klar.
Die Pfarrei Czechowicz im Teschener Dekanat wurde im Peterspfennigregister des Jahres 1447 erwähnt.
Dziedzice wurde erstmals im Jahr 1465 als Dziedzicz[e] erwähnt. Der Name Dziedzice ist patronymisch abgeleitet vom Vornamen Dziad.
Politisch gehörten sie ursprünglich zum Herzogtum Teschen, dieses bestand ab 1290 in der Zeit des polnischen Partikularismus. Seit 1327 bestand die Lehensherrschaft des Königreichs Böhmen, seit 1526 gehörte es zur Habsburgermonarchie, 1742 bis 1782 und 1849 bis 1918 zum Bezirk Bielitz im Kronland Österreichisch-Schlesien. Bis zur Ersten Teilung Polens (1772) bildete der Fluss Biała als östliche Grenze von Czechowitz zugleich die Grenze zu Polen (siehe die Geschichte des Herzogtums Auschwitz).

### Zeitalter der Industrialisierung
Die Entwicklung beider Orte zu Industriestandorten erfolgte um die Mitte des 19. Jahrhunderts. Dzieditz erhielt durch die Errichtung der Österreichischen Nordbahn von Wien nach Krakau in den Jahren von 1847 bis 1855 eine Eisenbahnstation und wurde zum Ausgangspunkt für die Anschlussstrecken nach Bielitz (1855) und nach Kattowitz (1870).
Um den bedeutenden Eisenbahnknoten zwischen dem preußischen Oberschlesien sowie Österreichisch-Schlesien und Galizien entstanden zwei Ölraffinerien, darunter eine des US-amerikanischen Unternehmers John D. Rockefeller, die Öl aus dem in dieser Zeit drittgrößten Ölförderland der Welt – Galizien – verarbeitete, und ein Walzwerk für die oberschlesische Zinkproduktion, die an der Weichsel gute Ansiedlungsbedingungen vorfanden. Der namhafte sächsische Bleiwarenhersteller Jung & Lindig aus Freiberg errichtete hier eine Niederlassung. Da sich der Bahnhof auf der Flurgrenze zwischen beiden Dörfern befand, wuchsen diese bald zu einer Einheit zusammen. Zu dieser Zeit gründeten die meistens deutschsprachigen Protestanten eine Filialgemeinde von Bielitz. Czechowitz und Dziedzitz entwickelten sich damals auch zu einem stärken Zentrum der polnischen Nationalbewegung, das in Konflikt mit der deutschen Bielitz-Bialaer Sprachinsel über die Zukunft des Teschener Schlesiens war.
1910 wurde im Mündungsbereich der Bialka in die Weichsel, an der Stelle des im Jahr 1388 als Bettelsdorf erstmals erwähnten Dorfs Żebracz, das Bergwerk Silesia aufgeteuft. Diese südlichste Kohlengrube des oberschlesischen Reviers lieferte Kohle vorwiegend nach Wien.

### Die Stadt in Polen
1920 wurde der Ort ein Teil Polens und der autonomen Woiwodschaft Schlesien. Zwischen 1939 und 1945 gehörten beide Orte völkerrechtswidrig dem deutschen Landkreis Bielitz im Provinz Oberschlesien an. Im Jahre 1940 wurden beide Orte vereinigt, wobei der Name des Ortes zunächst Czechowitz-Dzieditz, ab 1943 nur noch Tschechowitz lautete. Die Umbenennung in Weichselhammer war bereits vorbereitet, wurde aber nicht mehr durchgeführt.
Im Ort gab es ein Außenlager des KZ Auschwitz und seit 1942 ein von der Volksdeutschen Mittelstelle verwaltetes Konzentrationslager für Polen in Schlesien – das Polenlager Tschechowitz-Dzieditz. Im Rahmen der Januar-Offensive erreichten Truppen der Roten Armee 1945 Czechowice-Dziedzice und nahmen am 8. Februar 1945 die Stadt ein. Der erste Kommandant des Postens der polnischen Bürgermiliz war Henryk Flame, ein Soldat der polnischen Nationalen Streitkräfte, der sich im April 1945 dem Untergrund anschloss.
Nach dem Zweiten Weltkrieg erhielt der Zusammenschluss der beiden Orte unter dem Namen Czechowice am 1. Januar 1951 das Stadtrecht. Im Jahre 1958 wurde der Name der Stadt in Czechowice-Dziedzice geändert.  1977 wurden die damalige Gemeinden Ligota (Ligota, Bronów, Zabrzeg) und Bestwina (Bestwina, Bestwinka, Janowice, Kaniów) nach Czechowice-Dziedzice eingemeindet.
1999 ernannte der Vatikan den heiligen Andrzej Bobola zum Schutzpatron der Stadt, sie führt ihn seit 2001 auch in ihrem Wappen.

### Einwohnerentwicklung
(Angaben vor 1940 beinhalten stets beide Orte)

## Gemeinde
Die Stadt-und-Land-Gemeinde Czechowice-Dziedzice umfasst ein Gebiet von 66 km², auf denen rund 43.000 Einwohner leben. Ihr gehören folgende Orte an:
- Bronów (Braunau)
- Czechowice-Dziedzice
- Ligota (Ellgoth)
- Zabrzeg

In der Stadt Czechowice-Dziedzice wurden 9 Wohnsiedlungen offiziell abgetrennt, die Untereinheiten der Gemeinde sind:  Barbara, Centrum, Czechowice Górne, Dziedzice, Lesisko, Południe, Północ, Renardowice und Tomaszówka. Die Einwohner selbst  unterscheiden noch zusätzliche Bezirke, wie zum Beispiel Manhattan, Żebracz, Grabowice, Podkępie, Ochodza, Świerkowice oder Kamionka.

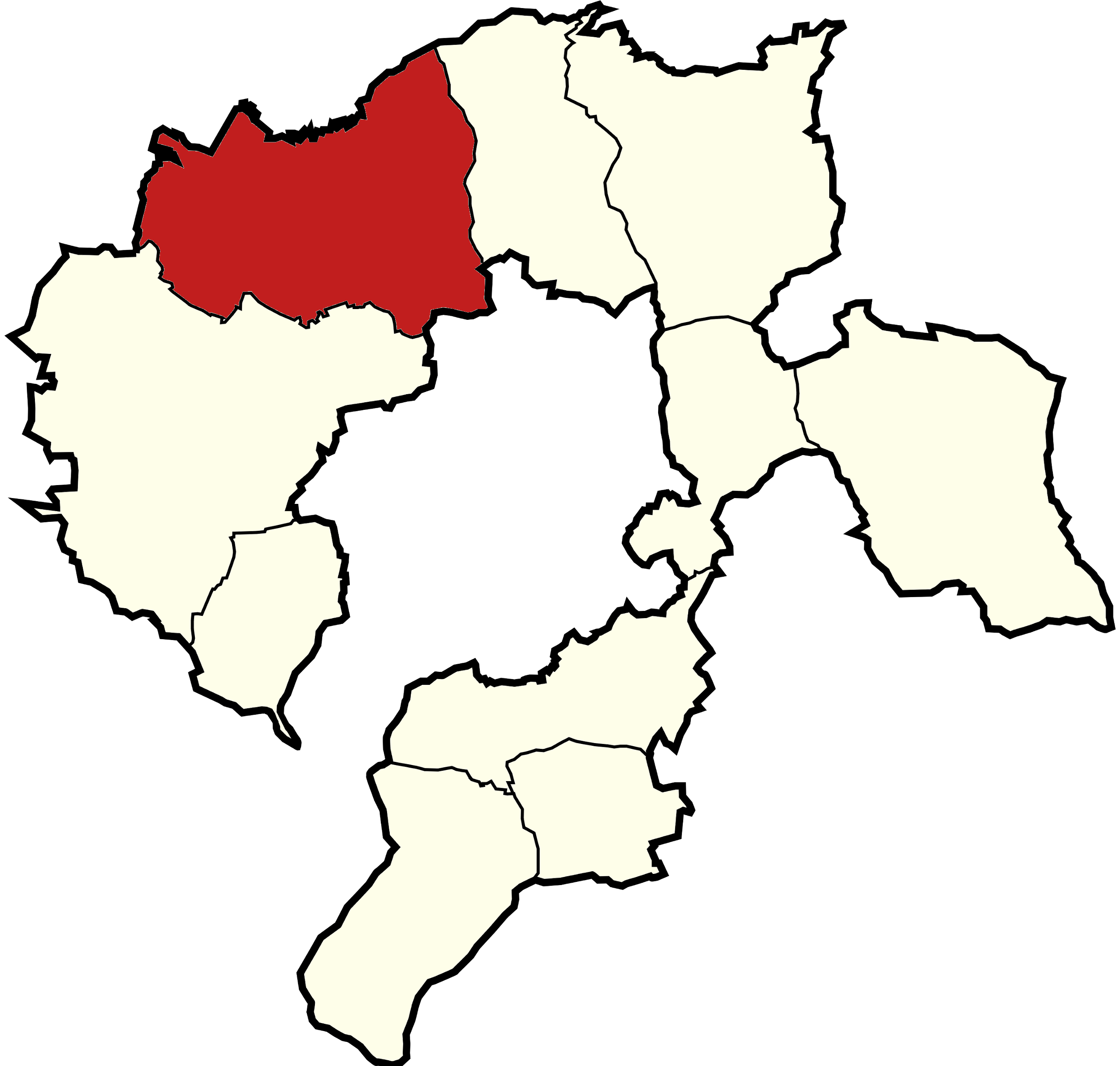
Die Gemeinde im Powiat Bielski
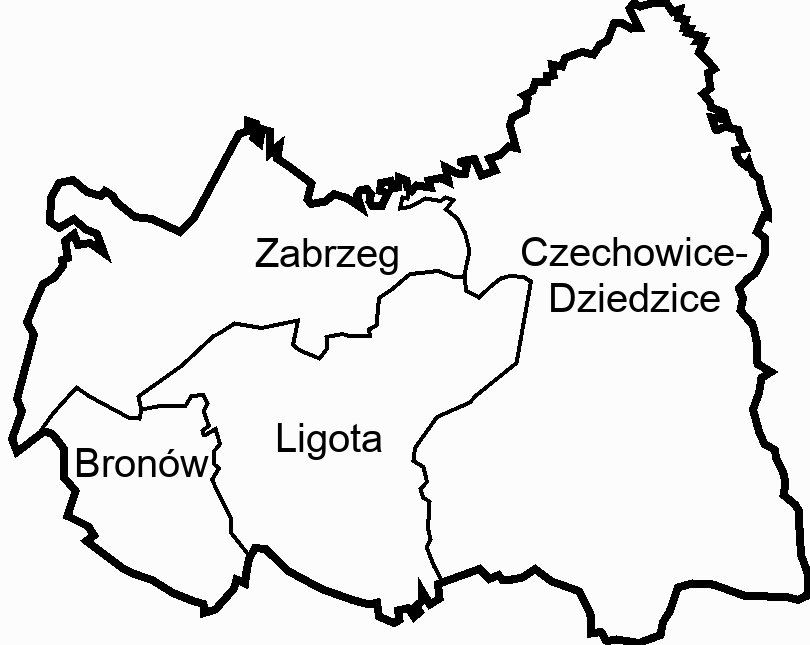
Orte der Gemeinde

## Sehenswürdigkeiten

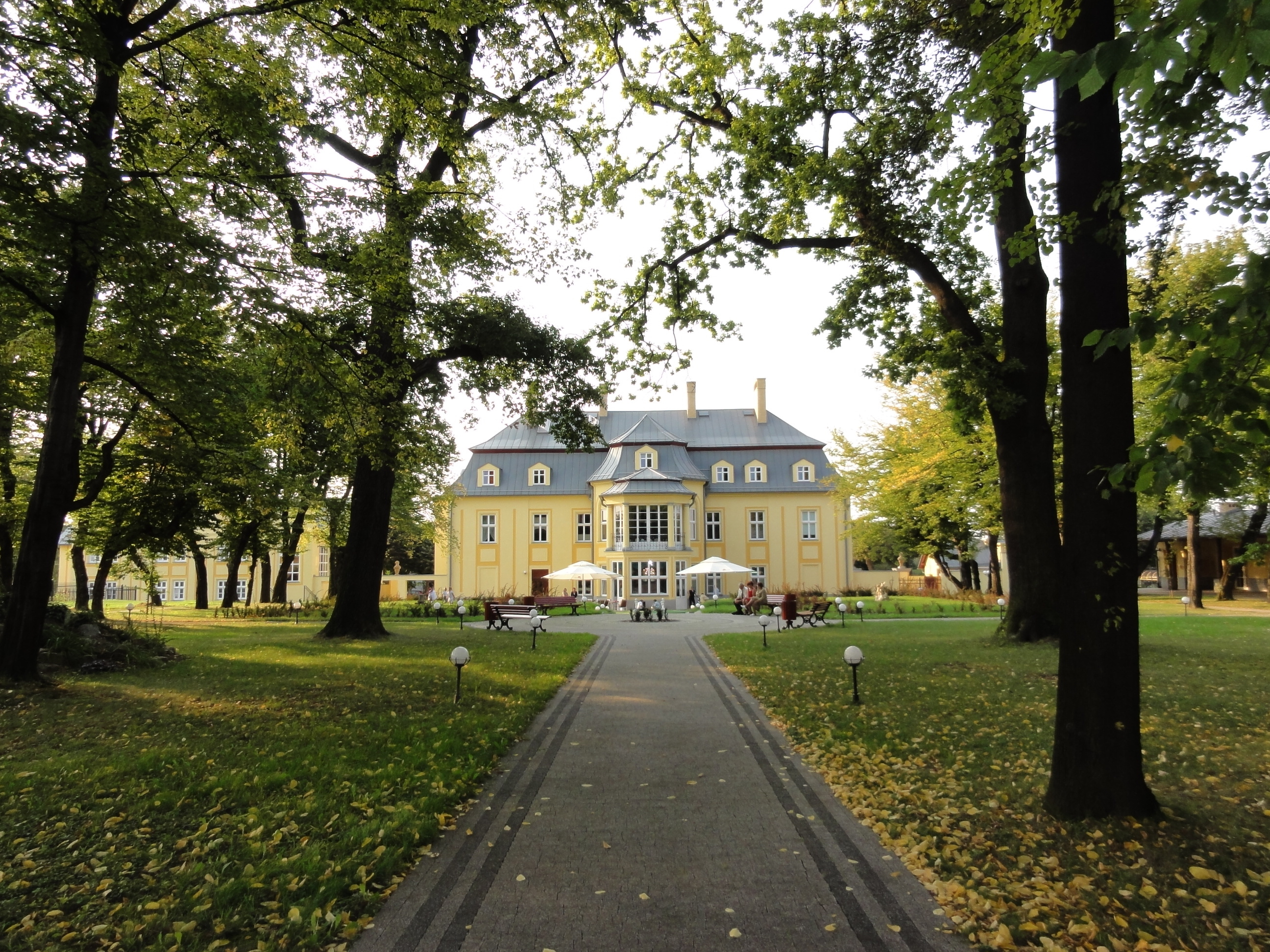
Das Kotuliński-Palais
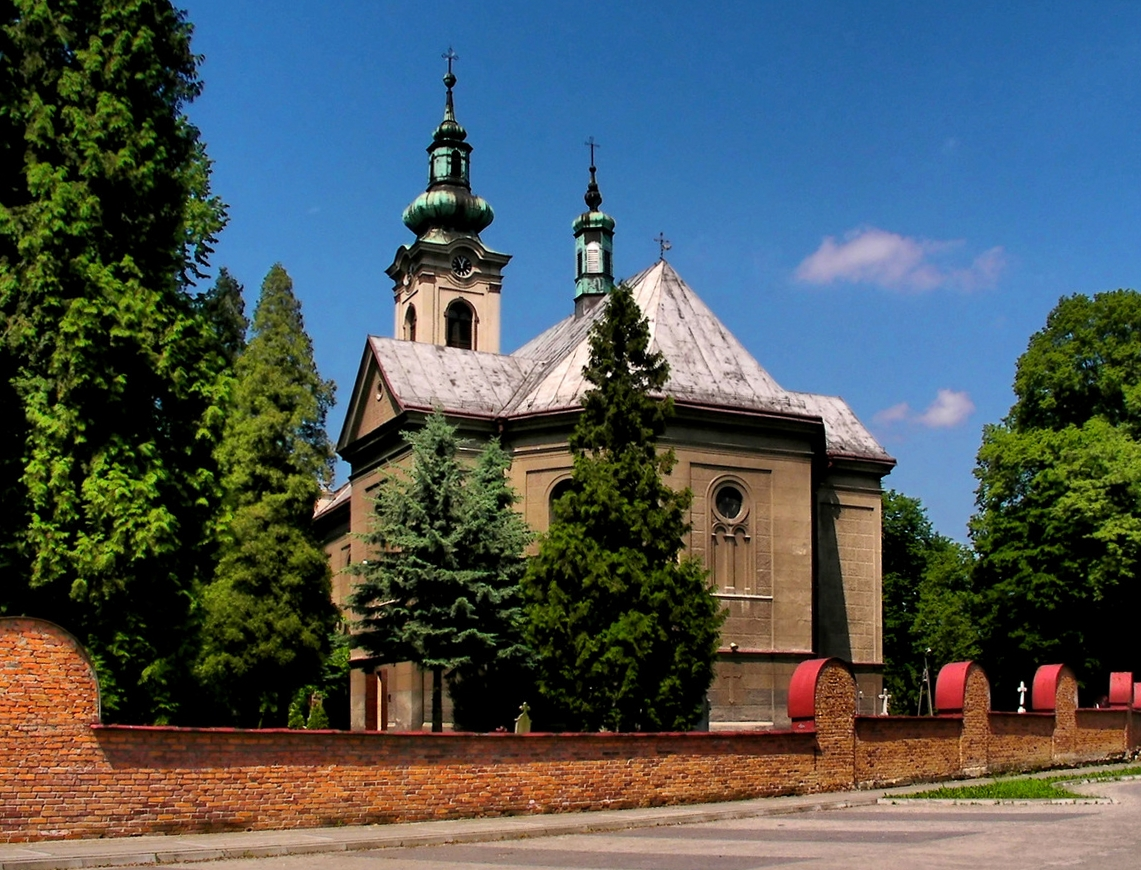
Pfarrkirche St. Katharina
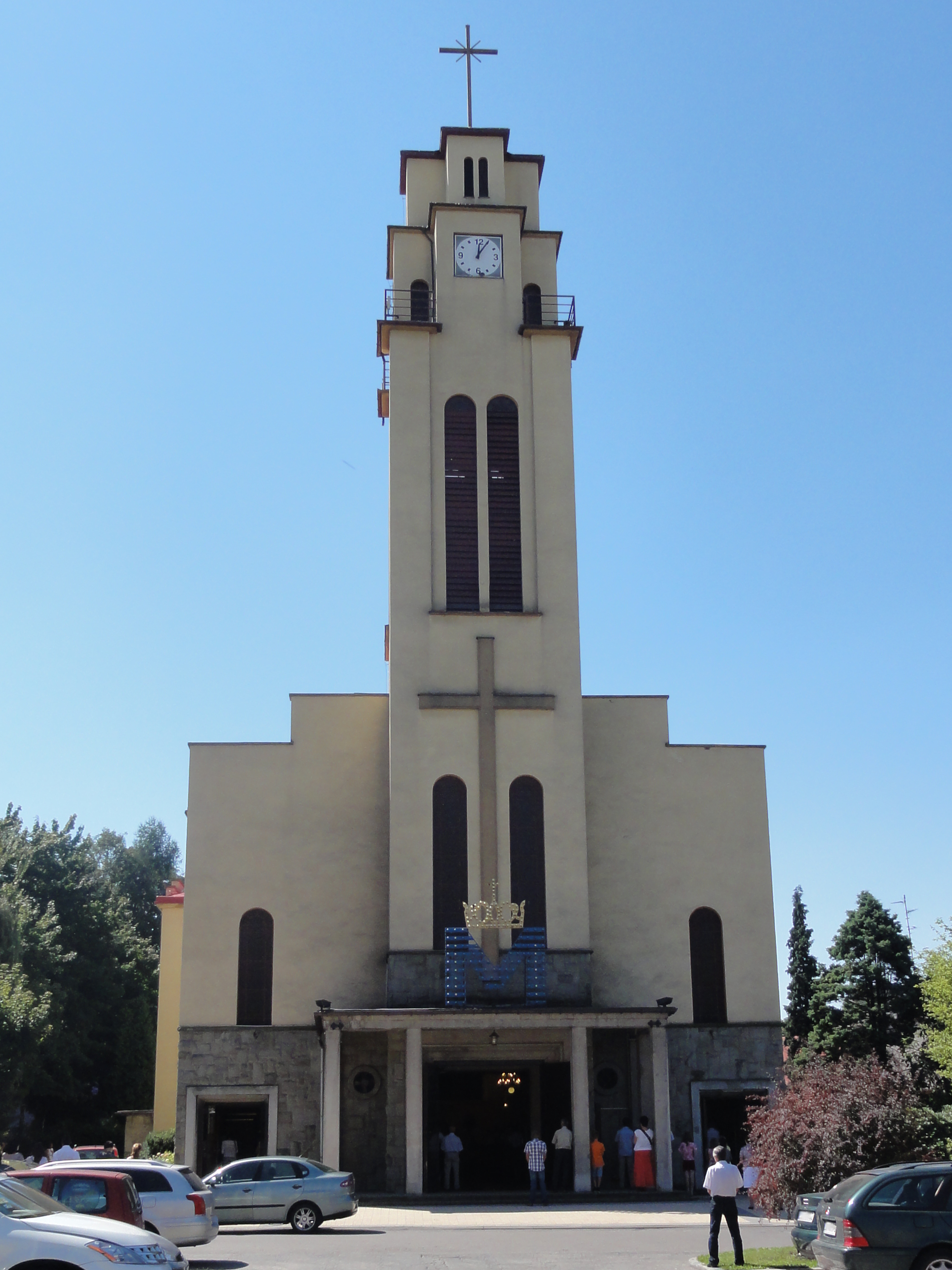
St. Maria Königin Polens

- Das Schloss (palac) ist ein Rokokogebäude aus der Mitte des 18. Jahrhunderts; er wurde für die Familie Kotuliński gebaut. Es enthält unter anderem zahlreiche Rokoko-Stuckdekorationen und Holzportale in diesem Stil. Im 20. Jahrhundert wurde an der Gartenseite eine Veranda angebaut.[8]
- die Pfarrkirche St. Katharina (Kościół par. świętej Katarzyny) ist eine Saalkirche im Barockstil, die von 1722 bis 1729 gebaut wurde. Über dem Westportal sind zwei Wappen der Familie Kotuliński. Der barocke Hauptaltar stammt aus dem zweiten Viertel des 18. Jahrhunderts, dazu kommen ein barocker Seitenaltar sowie im Langhaus zwei Rokoko-Altäre; eine spätbarocke Kanzel und eine barocke Taufe. Sie liegt im Stadtteil Ober-Czechowitz.[9]
- Die Pfarrkirche St. Maria Königin Polens (Kościół Najświętszej Maryi Panny Królowej Polski) wurde 1930 nach Plänen des Architekten Krucjusz errichtet. Über dem Hauptaltar ist ein Gemälde, das von Ludwik Konarzewski dem Jüngeren nach einem Entwurf von Ludwik Konarzewski dem Älteren 1947 gefertigt wurde.

## Kultur

### Öffentliche Bibliothek
Die Städtische Öffentliche Bibliothek ist seit 1949 tätig; Ende 2010 hatte sie einen Bestand von 269.757 Bänden und 12.533 registrierte Leser. Im Jahr 2011 belegte die Bibliothek von Czechowice den ersten Platz im landesweiten Bibliotheksranking der Tageszeitung Rzeczpospolita und des Instytut Książki.

### Haus der Kultur
Das Städtische Haus der Kultur wurde 1924 gegründet, seit 1925 ist dort auch das Kino Świt untergebracht. Das Haus der Kultur organisiert regelmäßige kulturelle Veranstaltungen in der Stadt.

### Ständige Veranstaltungen
- Tydzień Filmu Polskiego - Filmowe Polonica ist eine polnische Filmwoche, die 2023 zum 30. Mal stattfand.
- Das Herbstmusikfestival Alkagran ist dem Andenken des Komponisten und Akkordeonisten Andrzej Krzanowski gewidmet; es umfasst Konzerte und Musikdarbietungen für Kinder und Jugendliche, Theater- und Ballettaufführungen, Vorträge, Musikwettbewerbe und Ausstellungen.

## Medien
- Die örtliche Ausgabe der Gazeta.pl
- Das Mitteilungsblatt der Stadtverwaltung Biuletyn samorządowy Czechowic-Dziedzic

## Bildung
In Czechowice-Dziedzice gibt es 12 Kindergärten (darunter einen katholischen) sowie 12 Grundschulen (darunter zwei Sonderschulen und eine katholische). An weiterführenden Schulen gibt es die Maria Skłodowska-Curie-Schule, die Schule Silesia die Schule Stanisław Staszic. Im Sonderschulkomplex Nr. 4 wird auch eine Berufsschule betrieben. Zu den Hochschuleinrichtungen der Stadt gehören Lehrzentren der Technischen Universität Krakau und der Universität für Sozial- und Wirtschaftswissenschaften in Warschau.

## Wirtschaft

### Industrie
Betriebe aus folgenden Branchen arbeiten in der Stadt: Automobilindustrie, Elektrizität, Kupfermetallurgie, Kabel und Leitungen, Elektroprodukte, Baukeramik, Beton, Sägewerke, Bekleidung, Fleisch- und Backwaren. Zu den größten Unternehmen vor Ort gehören: Valeo, PG Silesia, PKP Cargo S.A., Walcownia Metali Dziedzice S.A., Lotos Terminale S.A. und TRW Automotive. Ende 2020 beschloss PCC Consumer Products Czechowice, die letzte Streichholzfabrik in Polen mit einer 100-jährigen Tradition zu schließen.

### Handel
Es gibt einen Markt in der Stadt, der sich am Plac Targowy zwischen der ulica Jana Sobieskiego und der ulica Targowa befindet.
Das Einkaufszentrum Stara Kablownia wurde 2013 auf dem Gelände der ehemaligen Kabelfabrik eröffnet. Seine Nutzfläche beträgt 19.000 Quadratmeter. Die größten Geschäfte der Stadt sind neben Stara Kablownia Kaufland, das Kaufhaus Dziedzic, und Walcownik.

## Sport
In der Stadt gibt es ein Stadion, das Hallenbad Wodnik, ein Schwimmbad, eine Eisbahn sowie den Grubenteich Kopalniok. Folgende Sportvereine sind aktiv:
- Fußball: MRKS Czechowice-Dziedzice, LKS Sokół Zabrzeg, LKS Ligota Centrum, UMKS Trójka Czechowice-Dziedzice
- Volleyball: MTS Winner Czechowice-Dziedzice
- Basketball: MKS Czechowice-Dziedzice
- Judo: MKS Czechowice-Dziedzice
- Kajakfahren: Górnik Czechowice und Gwarek Czechowice
- Karate: CKK Keiko
- Rennrodeln: ULKS
- Kajakfahren: UKS-SET KANIÓW und MKS Czechowice-Dziedzice

## Verkehr
Durch die Stadt verläuft die Nationalstraße Nr. 1, die Teil der Europastraße 75 ist. Der nächstgelegene Flughafen ist der Flughafen Bielsko-Biała Aleksandrowice. Im Umkreis von 100 km gibt es zwei internationale Flughäfen in Polen: den Flughafen Katowice, den Flughafen Johannes Paul II. Krakau-Balice und einen in der Tschechischen Republik, den Flughafen Ostrava.
Die Gemeinde ist ein Eisenbahnknotenpunkt, durch den zwei Eisenbahnlinien laufen: Die Linie 93 Trzebinia – Zebrzydowice und Linie 139 Katowice – Skalité-Serafínov. In der Stadt sind drei Bahnhöfe: Czechowice-Dziedzice, Czechowice-Dziedzice Prystanek und Czechowice-Dziedzice Południowe.

## Städtepartnerschaften
- Hiddenhausen in Nordrhein-Westfalen (Deutschland), März 1991
- Slonim (Belarus), März 1996
- Orlova, (Tschechien), September 2001
- Žilina, (Slowakei), Januar 2009
- Cortona, (Italien), März 2014
- Rajec, (Slowakei), Juli 2018

## Söhne und Töchter der Stadt
- Walter Schwarzl (1911–2001), Akademischer Maler
- Witold Szalonek (1927–2001), Komponist
- Józef Świder (1930–2014), Komponist
- Zbigniew Rudziński (1935–2019), Komponist
- Piotr Beczała (* 1966), Tenor
- Slawomir Szkredka (* 1974), römisch-katholischer Geistlicher, Weihbischof in Los Angeles
- Łukasz Piszczek (* 1985), Fußballspieler
- Paulina Paszek (* 1997), deutsche Kanutin